# Макдонелл, Томас
То́мас Ха́нтер Кэ́мпбелл Макдо́нелл (англ. Thomas Hunter Campbell McDonell; род. 2 мая 1986, Нью-Йорк, США) — американский актёр, наиболее известный по роли Финна Коллинза в телесериале «100».

## Ранняя жизнь
Макдонелл вырос на Манхэттене в Нью-Йорке и посещал интернат в Андовере, Массачусетс. Макдонелл выпустился из Нью-Йоркского университета. Его мать, Джоани, писательница, а отец, Терри Макдонелл, редактор «Sports Illustrated». Его брат — писатель Ник Макдонелл.

## Карьера
В 2011 году Макдонелл сыграл главную мужскую роль Джесси Ритчера в молодёжной комедии «Выпускной» с Эйми Тигарден. Он был приглашенной звездой в ситкоме «Пригород», сыграв Скотта Страусса, парня Тессы Альтман.
Томас играет на гитаре и поет в группе «Moon».
Как визуальный художник, он выставлял свои работы на интернациональных выставках и курировал несколько выставок, включая выставку видео-арта в Best Buy в Нью-Йорке.
Он снимался в фильме «The Spectacular Now», продюсером которого является Шон Леви.

## Фильмография
| Кино        | Кино                                  | Кино                         | Кино                       | Кино                                                                                 |
| Год         | Русское название                      | Оригинальное название        | Роль                       | Примечание                                                                           |
| ----------- | ------------------------------------- | ---------------------------- | -------------------------- | ------------------------------------------------------------------------------------ |
| 2008        | Запретное царство                     | The Forbidden Kingdom        | молодой Соти               |                                                                                      |
| 2010        | Двенадцать                            | Twelve                       | Парень с длинными волосами |                                                                                      |
| 2011        | Выпускной                             | Prom                         | Джесси Рихтер              |                                                                                      |
| 2012        | Мрачные тени                          | Dark Shadows                 | молодой Барнабас Коллинз   |                                                                                      |
| 2012        | Коротышка                             | Fun Size                     | Аарон Райли                |                                                                                      |
| 2014        | 10 вещей, которые я ненавижу в жизни  | 10 Things I Hate About Life  | Бен                        |                                                                                      |
| 2014        | Рука Дьявола                          | The Devil’s Hand             | Тревор                     |                                                                                      |
| Телевидение |                                       |                              |                            |                                                                                      |
| Год         | Русское название                      | Оригинальное название        | Роль                       | Примечание                                                                           |
| 2010        | Закон и порядок: Преступное намерение | Law & Order: Criminal Intent | Эдди Бойл                  |                                                                                      |
| 2011        | Сделано в Голливуде                   | Made in Hollywood            | играет самого себя         | 6 эпизодов                                                                           |
| 2012-13     | Пригород                              | Suburgatory                  | Скотт Страусс              | 4 эпизода («Ведет мисс Далия», «Поездка в казино», «Секс и пригород», «Якулт-лидер») |
| 2014-15     | 100                                   | The 100                      | Финн Коллинз               | Главная роль, 1-2 сезоны                                                             |
| 2017        | Длинная дорога домой                  | The Long Road Home           | Карл Вилд                  | Периодическая роль (сезон 1); 8 эпизодов                                             |
| 2018        | Лос-Анджелес в Вегас                  | LA to Vegas                  | Джастин                    |                                                                                      |
| 2018        | Хорошие девочки                       | Good Girls                   | Брайан                     |                                                                                      |